# لوتسرات
لوتسرات (به آلمانی: Lutzerath) یک شهر در آلمان است که در کوخم-تسل واقع شده‌است. لوتسرات ۱٬۴۷۴ نفر جمعیت دارد.